# Liste des gares de la Vienne

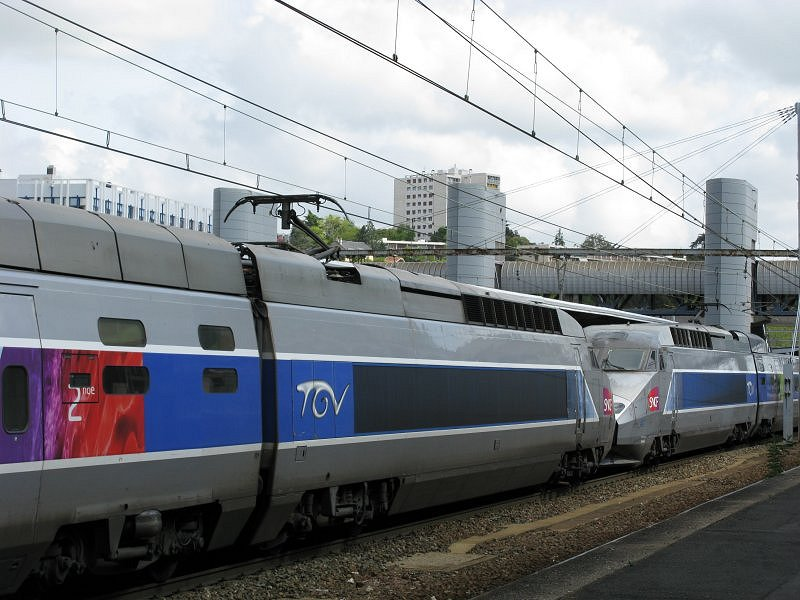
TGV Atlantique en gare de Poitiers

La liste des gares de la Vienne, est une liste des gares ferroviaires, haltes ou arrêts, situées dans le département de la Vienne, en région Nouvelle-Aquitaine.
Liste actuellement non exhaustive, les gares fermées sont en italique.

## Gares ferroviaires des lignes du réseau national

### Gares ouvertes au trafic voyageurs
- Gare d'Anché-Voulon
- Gare de Chasseneuil-du-Poitou
- Gare de Châtellerault
- Gare d'Épanvilliers
- Gare du Futuroscope
- Gare d'Iteuil
- Gare de Jaunay-Clan
- Gare de Lathus
- Gare de Ligugé
- Gare de Lusignan
- Gare de Lussac-les-Châteaux
- Gare de Mignaloux-Nouaillé
- Gare de Montmorillon
- Gare de Poitiers
- Gare de Rouillé
- Gare de Saint-Benoît
- Gare de Saint-Saviol
- Gare de Virolet-Croutelle
- Gare de Vivonne

### Gares uniquement marchandises: situées sur une ligne en service
- Gare de Couhé-Vérac
- Gare de Coulombiers
- Gare de Jardres

### Gares fermées au trafic voyageurs: situées sur une ligne en service
- Gare de Saint-Benoît
- Gare de Saint-Julien-l'Ars
- Gare de Savigny-Lévescault

### Gares fermées au trafic voyageurs: situées sur une ligne fermée
- Gare de Chauvigny
- Gare de Cernay - Doussay
- Gare de Journet
- Gare de La Trimouille
- Gare de Liglet
- Gare de Saint-Savin

## Grandes gares de correspondance dans la Vienne
- Gare de Poitiers

## Les lignes ferroviaires
- Ligne Paris - Bordeaux
- Ligne Poitiers - Limoges
- Ligne Poitiers - La Rochelle
- LGV Sud Europe Atlantique (ouverture en 2017)

## Les anciennes compagnies ferroviaires
- Chemins de fer économiques des Charentes
- Compagnie des Charentes
- Compagnie du Chemin de fer de Paris à Orléans ou P.O
- Compagnie des chemins de fer de l'État